# Metallura aeneocauda
Metallura aeneocauda là một loài chim trong họ Trochilidae.